# Antoni Dziekoński
Antoni Dziekoński herbu Korab (zm. 18 listopada 1796 w Grodnie), syn Jana i Wiktorii z Duksztów – szambelan Stanisława Augusta Poniatowskiego w 1766 roku, podskarbi nadworny litewski od 1785 roku, pisarz polny litewski od 1768, strażnik polny litewski w latach 1775–1782, konsyliarz konfederacji generalnej Wielkiego Księstwa Litewskiego w konfederacji targowickiej, członek konfederacji grodzieńskiej 1793 roku.

## Sprawowane urzędy
- Surogator wołkowyski 1762-1766
- Stolnik wołkowyski 1765-1775
- Strażnik litewski 1776-1785
- Podskarbi nadworny litewski 1785-1791

## Życiorys
Był członkiem konfederacji generalnej Wielkiego Księstwa Litewskiego w 1764 roku.
W 1765 roku został stolnikiem wołkowyskim i chorążym chorągwi petyhorskiej. Wybrany pisarzem wojsk Wielkiego Księstwa Litewskiego. Został posłem na sejm z powiatu słonimskiego. W 1768 roku mianowany pisarzem polnym litewskim. W latach 1775–1784 zasiadał jako konsyliarz w Radzie Nieustającej. Członek Departamentu Wojskowego Rady Nieustającej w 1777 roku.
W 1784 roku odznaczony Orderem Świętego Stanisława a w 1785 Orderem Orła Białego.
Dzięki poparciu ambasadora rosyjskiego Ottona Magnusa von Stackelberga został w 1785 mianowany podskarbim nadwornym litewskim, po obaleniu Antoniego Tyzenhauza. Był członkiem konfederacji Sejmu Czteroletniego.
Wybrany ex ministerio sędzią Sejmu Czteroletniego w 1788 roku. Był zagorzałym przeciwnikiem konstytucji 3 maja.
W 1791 roku zmuszony był zrzec się swojego urzędu na rzecz Tomasza Wawrzeckiego, który zresztą i tak nie przyjął tej godności. W czasie wojny polsko-rosyjskiej 1792, gorąco aprobował przystąpienie |Stanisława Augusta Poniatowskiego do konfederacji targowickiej.
Później był jednym z organizatorów sejmu rozbiorowego w Grodnie. Chcąc się wkupić w łaski Katarzyny II i licząc na otrzymanie kolejnego urzędu, oddał na czas obrad swój dom obecnemu tam posłowi rosyjskiemu Jakobowi Sieversowi. Na sejmie grodzieńskim w 1793 roku został mianowany przez króla Stanisława Augusta Poniatowskiego członkiem deputacji do traktowania z posłem rosyjskim Jakobem Sieversem. Wziął udział w delegacji do układów z Rosją, która zaakceptowała II rozbiór Polski. 22 lipca 1793 roku podpisał traktat cesji przez Rzeczpospolitą ziem zagarniętych przez Rosję a 25 września cesji ziem zagarniętych przez Prusy w II rozbiorze Polski. W lutym 1795 pojechał w delegacji hołdowniczej do Petersburga. Katarzyna II nadała mu tytuł hrabiego.
Zmarł w niesławie.
Pierwotnie pochowany w Grodnie. Jego syn – Michał ekshumował rodziców i ponownie zostali pogrzebani w krypcie przydwornej kaplicy w Kraśniku w dniu 3 lipca 1824 roku.

## Rodzina
Z małżeństwa z Karoliną Mizgierówną (zm. 1799), podstolanką orszańską, pozostawił synów Józefa, posła na Sejm Czteroletni, generała wojsk litewskich, Michała, uczestnika Powstania Kościuszkowskiego, prezesa sądów grodzieńskich oraz Kazimierza, generała wojsk polskich, uczestnika Powstania Listopadowego. W przeciwieństwie do starszego brata – zarówno Michał jak i Kazimierz sprzeciwili się ojcu walcząc w Wojnie o Konstytucję 3 Maja. Jego brat Onufry był stolnikiem wołkowyskim i deputatem na Trybunał Główny Wielkiego Księstwa Litewskiego.